# 伊登鎮區 (明尼蘇達州波爾克縣)
伊登鎮區（英語：Eden Township）是位於美國明尼蘇達州波爾克縣的一個行政鎮區。

## 地方資料
伊登鎮區的面積為93.85平方千米，當中陸地面積為90.82平方千米，而水域面積為3.03平方千米。根據2020年美國人口普查的數據，當地共有人口191人，而人口密度為每平方千米2.04人。